# Sauvages (film, 2018)
Pour les articles homonymes, voir Sauvages.
À ne pas confondre avec Sauvage (film, 2018) de Camille Vidal-Naquet.
Pour plus de détails, voir Fiche technique et Distribution.
Sauvages est un film dramatique franco-portugais réalisé par Dennis Berry et sorti en 2018.

## Fiche technique
- Titre original : Sauvages[1],[2]
- Titre portugais : Selvagens[3]
- Réalisation : Dennis Berry
- Scénario : Dennis Berry
- Photographie : Carlos Nogueira de Melo
- Montage : Julie Delord
- Musique : Thomas Rozes
- Décors : Luís Hipólito
- Production : Paulo Branco, Ana Pinhão-Moura, Rodrigo Areias, Luis Chaby-Vaz
- Studio de production : Alfama Films, Leopardo Filmes, Bando a Parte, Instituto do Cinema e do Audiovisual
- Pays de production :  France -  Portugal
- Langue originale : français
- Format : couleurs
- Genre : Drame sentimental
- Durée : 92 minutes
- Dates de sortie :
  - France : 23 novembre 2018 (Festival Chéries-Chéris) ; 20 mars 2019 (sortie nationale)
  - Portugal : 17 janvier 2019

## Distribution
- Nadia Tereszkiewicz : Nora
- Catarina Wallenstein : Léa
- João Nunes Monteiro : Nino
- Hugo Fernandes : Léo